# 博爾巴任
博爾巴任（俄语：Пор-Бажың）是一處回鶻人聚落遺址，位於今日俄羅斯圖瓦共和國鐵列霍勒湖中的小島上。博爾巴任在圖瓦語的意思是「陶器建成的家」。

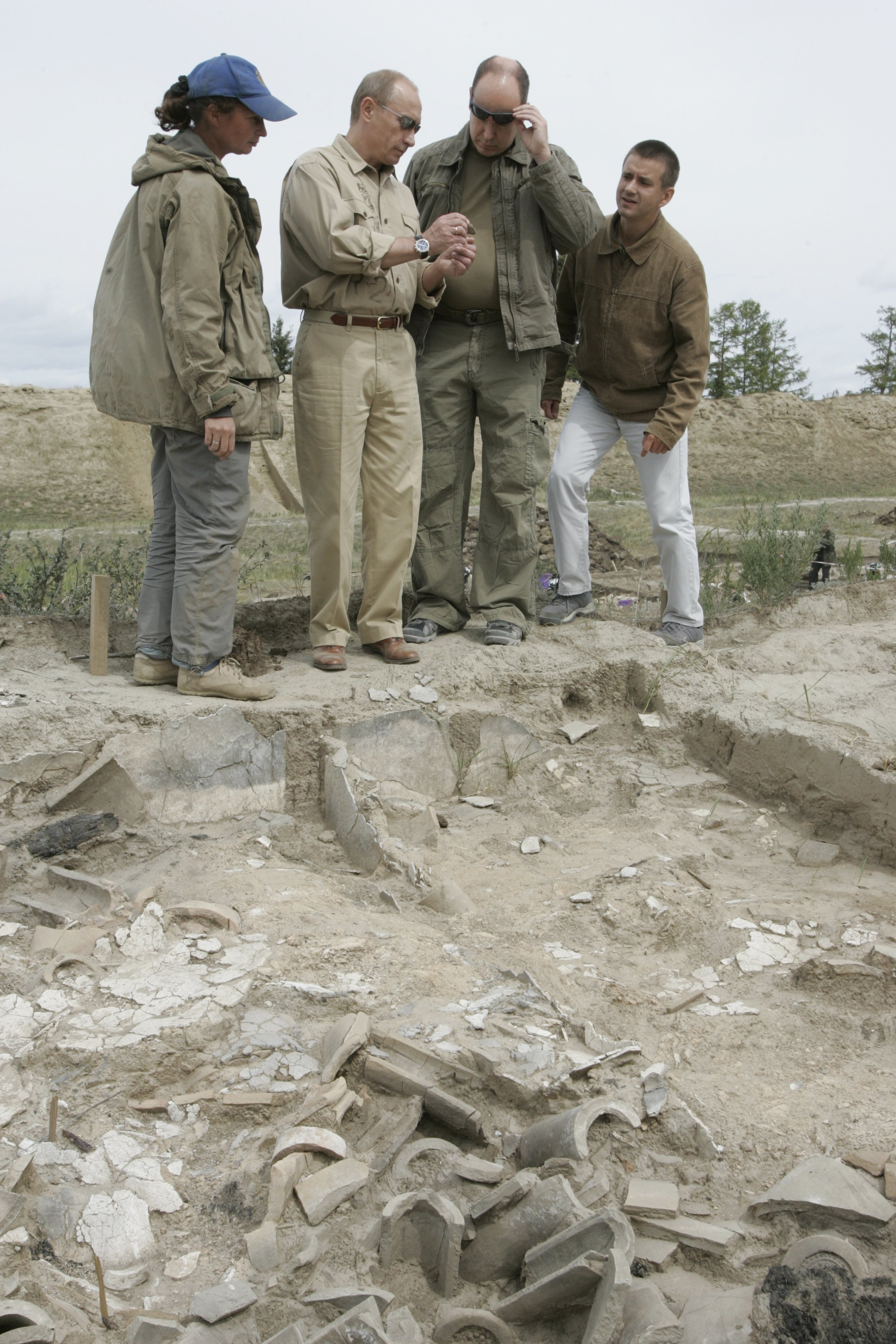
俄羅斯總統普京和摩納哥親王阿爾貝二世2007年8月訪問了遺址。

古遺址1891年被發現，蘇聯考古學家曾於1950、60年代對那裡進行挖掘工作。根據在遺址發現的物件，斷定聚落建於公元8世紀。根據匈牙利國立博物館的霍多爾‧伊什特萬的說法，遺址中人類日常活動的證據稀少，以致辨別建築物的功能有困難。可能性包括堡壘、宮殿、寺廟，以及天文台等。赫爾岑國立師範大學自然地理系的Dmitriy Subetto的推論，聚落是因為建築者對永久凍土欠缺認識而被迫放棄。
挖掘工作仍然持續，總監Tigran Mkrtich指遺址建於757年。出土的物件包括了印有人類足跡的泥版，以及宮殿牆壁上的彩色繪畫。

## 歷史記載
而根據歷史記載，回鶻可汗曾幫助唐朝平定安史之亂，唐肅宗將女兒寧國公主許配給其為妻。公主及其隨從於西元758年抵達回鶻都城。

## 外部連結
- 俄羅斯總統普京訪問遺址的更多照片